# Subulagera mucronata
Subulagera mucronata is een platworm (Platyhelminthes). De worm is tweeslachtig. De soort leeft in het zoute water.
Het geslacht Subulagera, waarin de platworm wordt geplaatst, wordt tot de familie Promesostomidae gerekend. De wetenschappelijke naam van de soort werd voor het eerst geldig gepubliceerd in 1974 door Ehlers.